# Cañete (tỉnh)
Tỉnh Cañete (tiếng Tây Ban Nha: Provincia de Cañete) là một tỉnh thuộc vùng Lima của Peru. Tỉnh Cañete có diện tích 4581 km², dân số thời điểm theo điều tra dân số ngày 11 tháng 7 năm 1993 là 152378 người. Tỉnh lỵ đóng ở San Vicente de Cañete.